# 石川さん プライムニュース
『石川さん プライムニュース』（いしかわさん プライムニュース）は、2018年4月2日から2019年3月30日まで、石川テレビで夕方に放送されていた石川県向けのローカルワイドニュース番組。

## 概要
キー局・フジテレビが『プライムニュース イブニング』をスタートさせることに伴い、『石川さん みんなのニュース』の後番組として放送開始。タイトルの「石川さん」とは、石川テレビのマスコットキャラクターのこと。
タイトルロゴは『プライムニュース イブニング』のロゴ上部に「石川さん」のロゴ（前番組の『石川さん みんなのニュース』で使用されたものと同一）を追加したものとなっている。
カラーリング：石川さん PRIMEnewsevening
上の段に『石川さん』、中の段に『PRIME』、下の段に『news evening』と表記。
日曜日はこれまでと同じく、『FNN北陸中日新聞 日曜夕刊』として放送。
2018年8月1日からYahoo!ニュース（Yahoo! JAPAN）でのニュース配信を開始したのに伴い、この番組で放送された一部のニュースが動画視聴できるようになっている。なお、石川テレビのウェブサイトでは動画視聴ができない。
2019年4月1日からフジテレビ『Live News it!』開始に伴い、2019年3月30日に終了。後番組は『石川さん Live News it!』。

## 放送時間
| 期間     | 期間      | 平日                   | 平日                  | 土曜日                |
| 期間     | 期間      | 放送時間（JST）        | ローカルニュース枠    | 放送時間（JST）       |
| -------- | --------- | ---------------------- | --------------------- | --------------------- |
| 2018.4.2 | 2019.3.30 | 16:50 - 19:00（130分） | 18:14 - 19:00（46分） | 17:30 - 18:00（30分） |

## 出演者

### 平日版
○は石川テレビアナウンサー（出演当時）、☆は『石川さん みんなのニュース』から続投。
- 塩野利明☆（石川テレビ報道部、2018.4.2 - 2019.3.29、月 - 金曜日）
- 加藤愛○☆（2018.4.2 - 2019.3.29、月 - 金曜日）
- 飯田嘉太○【スポーツコーナー担当】（2018.10 - 2019.3.29）

### 土曜版
- シフト勤務